# NGC 2491
NGC 2491 ist eine Galaxie vom Hubble-Typ S im Sternbild Kleiner Hund südlich der Ekliptik. Sie ist schätzungsweise 521 Millionen Lichtjahre von der Milchstraße entfernt und hat einen Durchmesser von etwa 95.000 Lichtjahren.
Im selben Himmelsareal befinden sich u. a. die Galaxien NGC 2485, NGC 2496, NGC 2499.
Das Objekt wurde am 15. November 1885 von Lewis Swift entdeckt.